# Jedle obrovská
Jedle obrovská (Abies grandis) je jehličnatý neopadavý strom pocházející ze severozápadní části Severní Ameriky. V Evropě se pěstuje od roku 1831 v parcích, jako produktivní, rychle rostoucí dřevina se zde zavádí i do lesnictví (včetně ČR).

## Vzhled

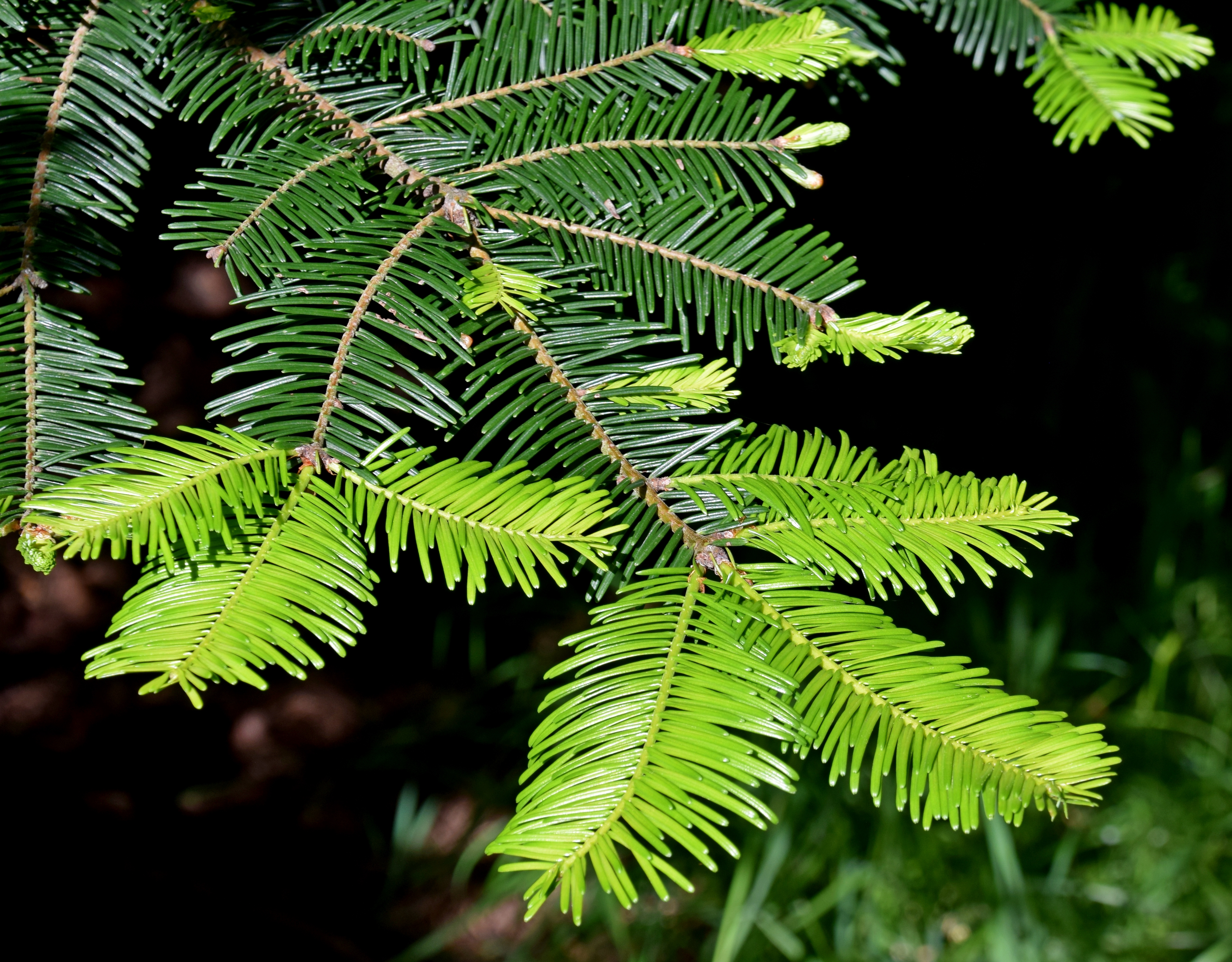
Jehličí jedle obrovské

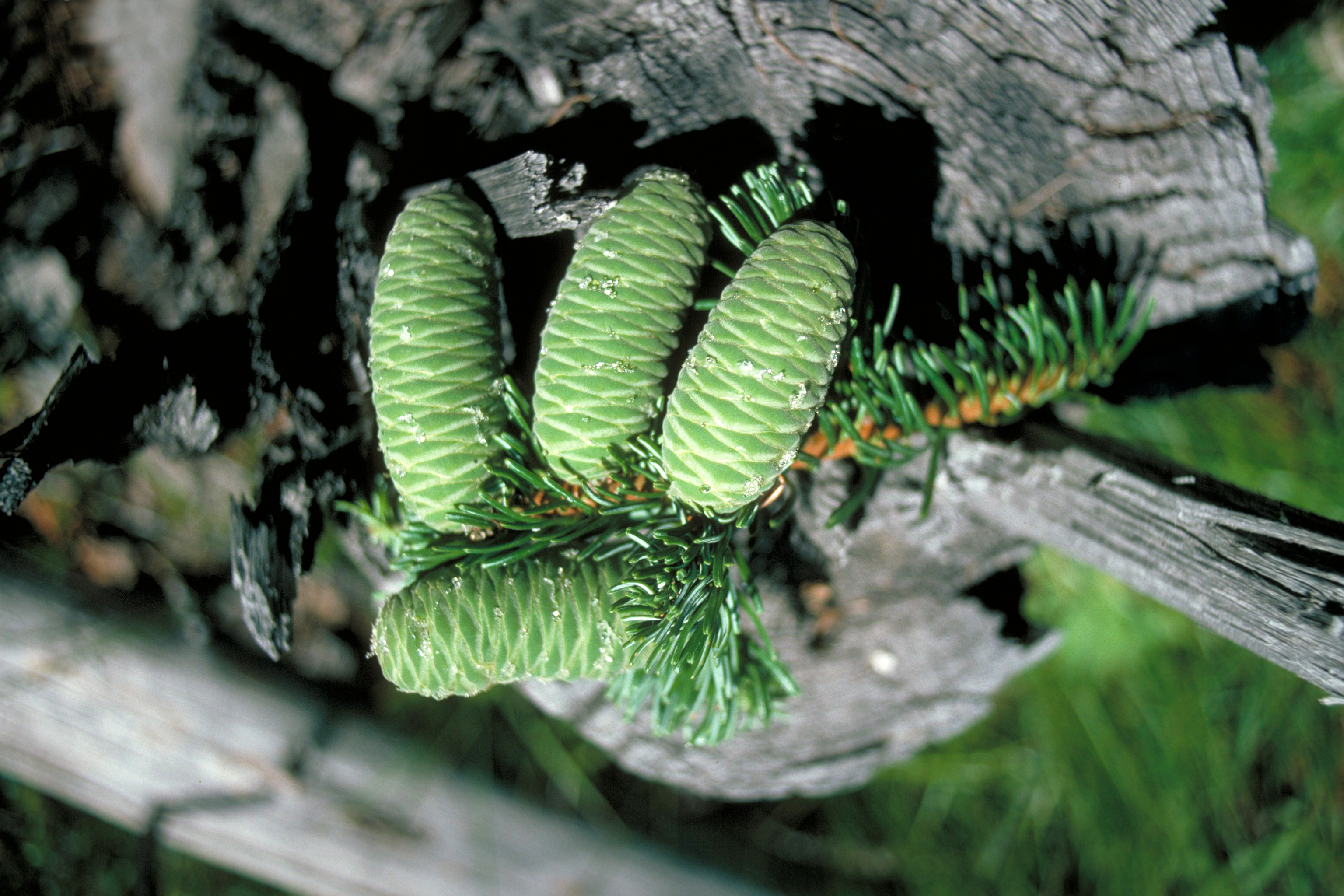
Nezralé šišky

Jedle obrovská je vysoce vzrůstný strom s mohutným válcovitým kmenem a širokou korunou stejnoměrného, kuželovitého tvaru. Patří mezi největší jehličnaté stromy na světě; její výška často přesahuje 70 metrů, za předpokladu, že se jedná o exempláře, které rostou na území své původní domoviny. Větve vyrůstají v přeslenech, většinou vodorovně odstávají (kolmo na kmen). Tenká šedá kůra je v mládí poseta pryskyřičnými puchýřky, ve stáří tvoří podélně rozpukanou borku. Kůlovitý hlavní kořen sahá do značné hloubky pod povrch země, postranní kořeny jsou bohatě rozvětvené, což stromu umožňuje přežívat i na nepříliš příznivých stanovištích.
Jednotlivé jehlice jsou ploché, úzké, nestejně dlouhé (v rozmezí 2–6 cm), na větvičce uspořádané do dvou pravidelných řad. Barvy jsou svěže až tmavě zelené, lesklé, na spodní straně s výraznými bílými proužky průduchů. Snadnou se lámou, rozdrcené jsou velmi příjemně aromatické. Letorosty jsou lysé.
V horní části koruny, poblíž vrcholu, vyrůstají na jaře samčí šištice, které jsou 6–8 cm dlouhé. Samičí šištice jsou žlutozelené, dozrávají v srpnu až září, během října se na stromě rozpadají.
jedle obrovská od mládí roste velmi rychle a vytváří velké množství dřevní hmoty. Dožívá se stáří okolo 250–300 let, v evropských podmínkách obvykle méně.

## Ekologie a rozšíření

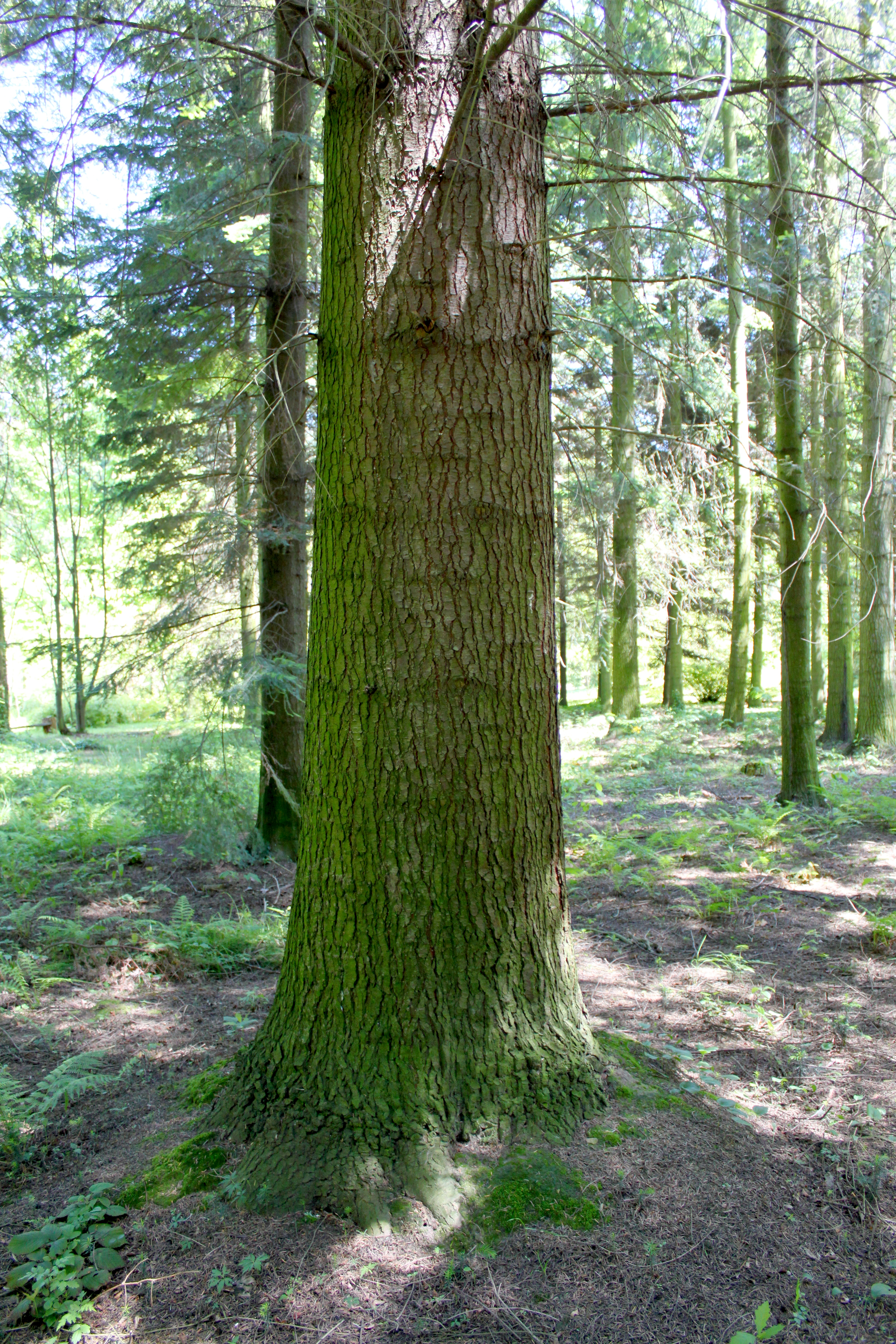
Rozpraskaná borka dospělého stromu

Preferuje hluboké, bohatší, aluviální půdy okolo vodních toků, může se však vyskytovat i na chudé půdě. Potřebuje polostín a nevadí jí mrazy. Na vlhké půdě patří k nejvyšším dřevinám v porostu, na suchých stanovištích zůstává v podúrovni.
Původně jedle obrovská rostla pouze na západě Severní Ameriky, v oblasti od Vancouveru po severní Kalifornie, východně její areál zasahuje až Montaně. Nalezneme ji v nadmořské výšce od hladiny Tichého oceánu (zde se vyskytují největší jedinci), až po 1830 m n. m. v pohořích jako Kaskádové pohoří a Skalnaté hory, nejčastěji v hlubokých říčních údolích, roklích nebo na mírných svazích. Nevytváří monokulturu, je součástí smíšených a jehličnatých lesů.

## Rozšíření do Evropy
Jedli obrovskou objevil David Douglas v roce 1825 a sám ji přivezl v roce 1831 do Anglie.
Lesnictví a výsadba v parcích (případně arboretech) je v současnosti hlavním důvodem výsady jedle obrovské v severní a střední Evropě. Nevyroste v zde však do takových výšek jako v Severní Americe. Ty nejstarší, které byly v Evropě vysazeny kolem roku 1831, do současnosti nedosáhly většinou výšek 50 m. V českých podmínkách se jeví jako slibná produkční dřevina, tvorbou dřevní hmoty daleko předstihující domácí hospodářské dřeviny. Jejímu většímu rozšíření v lesích však dosud brání náchylnost na napadení parazitickou houbou václavkou a dosavadní nevelký zájem dřevozpracujícího průmyslu o její dřevo.

## Využití
V dřevařském průmyslu se využívá jako zdroj vlákniny, řeziva a nepříliš kvalitního stavebního dříví. V parcích bývá pěstována jako okrasná dřevina, v USA je též oblíbeným vánočním stromkem. U domorodých obyvatel Ameriky měla hojné využití její silně aromatická pryskyřice, jíž se vymazávaly lodě a vnitřky budov. Stejně jako aromatické jehličí má vysoký obsah silic, a tedy i antiseptické a repelentní účinky. Z mladé kůry se získávalo růžové barvivo.